# Parunguis cardenasi
Parunguis cardenasi är en mångfotingart som beskrevs av Chamberlin 1943. Parunguis cardenasi ingår i släktet Parunguis och familjen småjordkrypare. Inga underarter finns listade i Catalogue of Life.